# Christoph M. Ohrt
Christoph M. Ohrt est un acteur allemand né le 30 mars 1960 à Hambourg. Il est principalement connu pour son rôle de Felix Edel dans la série allemande Edel & Starck (Duo de maîtres).

## Source de la traduction
- (en) Cet article est partiellement ou en totalité issu de l’article de Wikipédia en anglais intitulé « Christoph M. Ohrt » (voir la liste des auteurs).